# Konomi Asazu
Konomi Asazu (浅津このみ?, Asazu Konomi; Izumo, 23 ottobre 1986) è una bobbista giapponese.

## Biografia
Iniziò a praticare l'atletica leggera durante le scuole elementari, giocando poi anche a pallacanestro. Al quinto anno presso l'Università di Chuo, iniziò ad allenare la squadra universitaria di atletica leggera e durante un campo estivo svolto a Nagano le venne proposto di provare il bob. Nel 2009 si laureò in scienze della formazione presso l'Università di Chuo. grazie al sostegno economico della sorella Yūko Asazu (pallavolista della nazionale giapponese), partecipò e vinse le selezioni per la nazionale di bob del Giappone e, insieme alla connazionale Manami Hino, partecipò alle Olimpiadi invernali di Vancouver 2010, classificandosi al 16º posto nella gara di bob a due femminile. Ottenne i miglior piazzamenti (18º posto) in due gare della Coppa del Mondo di bob 2010.
In seguito venne assunta dall'Università di Chuo, e formò una squadra con il pilota Yoshimura-san con cui vinse il Campionato nazionale di bob giapponese nel 2011. Allenata dall'ex bobbista olimpionico Toshio Wakita, nel 2014 divenne pilota collaudatore del progetto "Bob Shitamachi", divenendo vicecampionessa nazionale.
Nella stagione 2014-2015 passò al ruolo di pilota, disputando poi cinque gare della Coppa del Mondo di bob 2016.